# Сэвидж, Брюс
Уильям Брюс Сэвидж (англ. William Bruce Savage; род. 21 декабря 1960, Холливуд, Флорида) — американский футболист, выступавший на позиции защитника.

## Биография
В 1978—1979 годах Сэвидж обучался в младшем колледже Майами-Дейд Норт и играл за его футбольную команду.
10 декабря 1979 года на драфте Североамериканской футбольной лиги Сэвидж был выбран в первом раунде под шестым номером командой «Атланта Чифс». Провёл в команде два сезона. Также в «Атланта Чифс» играл в шоубол.
В сентябре 1981 года, после того как «Атланта Чифс» прекратил существование, Сэвидж был приобретён «Портленд Тимберс». Однако, позже он был продан в «Форт-Лодердейл Страйкерс», где играл в сезоне 1982 года.
В феврале 1983 года Сэвидж был отобран в команду «Тим Америка», куда были собраны игроки сборной США.
В 1983 году, после завершения сезона в NASL, Сэвидж перешёл в шоубольную команду «Финикс Прайд» из MISL.
В 1984 году, после ликвидации «Финикс Прайд», Сэвидж присоединился к «Балтимор Бласт». Провёл в команде семь сезонов. В сезоне 1986/87 был назван защитником года в MISL, пять раз попадал в символические сборные MISL — в первую трижды (в сезонах 1986/87, 1988/89 и 1989/90) и во вторую дважды (в сезонах 1985/86 и 1987/88), семь раз участвовал в матче всех звёзд MISL. Покинул «Балтимор Бласт» в мае 1991 года, решив сосредоточиться на выступлениях за футбольную сборную США. Сэвидж был введён в Зал славы шоубола в 2014 году.
За сборную США Сэвидж дебютировал 8 апреля 1983 года в товарищеском матче со сборной Гаити. Принимал участие в летних Олимпийских играх 1984 года. Стал победителем дебютного розыгрыша Золотого кубка КОНКАКАФ в 1991 году. Всего за сборную сыграл 16 матчей.
| Матчи Сэвиджа за сборную США | Матчи Сэвиджа за сборную США | Матчи Сэвиджа за сборную США                                 | Матчи Сэвиджа за сборную США     | Матчи Сэвиджа за сборную США | Матчи Сэвиджа за сборную США | Матчи Сэвиджа за сборную США                |
| №                            | Дата                         | Место проведения                                             | Соперник                         | Счёт                         | Голы                         | Соревнование                                |
| ---------------------------- | ---------------------------- | ------------------------------------------------------------ | -------------------------------- | ---------------------------- | ---------------------------- | ------------------------------------------- |
| 1                            | 8 апреля 1983                | «Сильвио Катор», Порт-о-Пренс, Гаити                         | Республика Гаити                 | 2:0                          | —                            | Товарищеский матч                           |
| —                            | 29 июля 1984                 | «Стэнфорд Стэдиум», Пало-Алто, США                           | Коста-Рика                       | 3:0                          | —                            | Летние Олимпийские игры 1984                |
| —                            | 2 августа 1984               | «Стэнфорд Стэдиум», Пало-Алто, США                           | Египет                           | 1:1                          | —                            | Летние Олимпийские игры 1984                |
| 2                            | 29 сентября 1984             | «Эргилио Хато», Виллемстад, Нидерландские Антильские острова | Нидерландские Антильские острова | 0:0                          | —                            | Квалификация чемпионата наций КОНКАКАФ 1985 |
| 3                            | 5 мая 1991                   | «Майл Хай Стэдиум», Денвер, США                              | Уругвай                          | 1:0                          | —                            | Товарищеский матч                           |
| 4                            | 19 мая 1991                  | «Стэнфорд Стэдиум», Пало-Алто, США                           | Аргентина                        | 0:1                          | —                            | Товарищеский матч                           |
| 5                            | 1 июня 1991                  | «Фоксборо Стэдиум», Фоксборо, США                            | Ирландия                         | 1:1                          | —                            | Товарищеский матч                           |
| 6                            | 1 июля 1991                  | «Роуз Боул», Пасадина, США                                   | Гватемала                        | 3:0                          | —                            | Золотой кубок КОНКАКАФ 1991                 |
| 7                            | 4 сентября 1991              | «Инёню», Стамбул, Турция                                     | Турция                           | 1:1                          | —                            | Товарищеский матч                           |
| 8                            | 19 октября 1991              | «Ар-эф-кей Мемориэл Стэдиум», Вашингтон, США                 | КНДР                             | 1:2                          | —                            | Товарищеский матч                           |
| 9                            | 25 января 1992               | «Оранж Боул», Майами, США                                    | СНГ                              | 0:1                          | —                            | Товарищеский матч                           |
| 10                           | 2 февраля 1992               | «Понтиак Силвердоум», Понтиак, США                           | СНГ                              | 2:1                          | —                            | Товарищеский матч                           |
| 11                           | 26 февраля 1992              | «Кастелан», Форталеза, Бразилия                              | Бразилия                         | 0:3                          | —                            | Товарищеский матч                           |
| 12                           | 11 марта 1992                | «Нуэво Хосе Соррилья», Вальядолид, Испания                   | Испания                          | 0:2                          | —                            | Товарищеский матч                           |
| 13                           | 18 марта 1992                | «Мохамед V», Касабланка, Марокко                             | Марокко                          | 1:3                          | —                            | Товарищеский матч                           |
| 14                           | 4 апреля 1992                | «Стэнфорд Стэдиум», Пало-Алто, США                           | Китай                            | 5:0                          | —                            | Товарищеский матч                           |
| 15                           | 29 апреля 1992               | «Лэнсдаун Роуд», Дублин, Ирландия                            | Ирландия                         | 1:4                          | —                            | Товарищеский матч                           |
| 16                           | 13 июня 1992                 | «Орландо Ситрес Боул», Орландо, США                          | Австралия                        | 0:1                          | —                            | Товарищеский матч                           |

До 2010 года в течение 11 лет Сэвидж тренировал футбольную команду старшей школы Галф Бриз.
Сын Брюса Сэвиджа — Кит, также стал футболистом.

## Достижения
Индивидуальные
- Защитник года в MISL: 1986/87
- Член символических сборных MISL: 1985/86 (2-я), 1986/87 (1-я), 1987/88 (2-я), 1988/89 (1-я), 1989/90 (1-я)
- Участник матча всех звёзд MISL: 1984/85, 1985/86, 1986/87, 1987/88, 1988/89, 1989/90, 1990/91